# Gozsdu-udvar
A Gozsdu-udvar a budapesti Király utca 13. szám és a Dob utca 16. szám között hét négyszintes épületből (4800 m²) és hat udvarból áll, amelyhez hozzáadódik a Holló utca 10. szám alatti, szintén négyszintes épület. Az épületegyüttest az aromán származású magyar Gozsdu Manó (Emanoil Gojdu) ügyvéd végrendelete alapján 1870-ben létrehozott Gozsdu Alapítvány építette 1901-ben, Czigler Győző tervei szerint.
A Gozsdu-udvar pár percre található Budapest egyik legforgalmasabb részétől, a Deák Ferenc tértől és az Andrássy úttól.

## Története
Az épületegyüttes építtetője a Gozsdu Alapítvány. A tervezés 1900-ban kezdődött. A főtervező Czigler Győző egyetemi tanár, korának elismert építésze volt.
A Gozsdu-udvart 1952-ben államosították, mely állapotot az 1953. évi magyar–román államközi szerződés jóváhagyta. A rendszerváltás után 1999-ben értékesítették magánbefektetőknek (Autoker Kft.).

## Modern fejlesztések
A Gozsdu-udvar összesen 60 000 m² beépített területet foglal magába, és az épületegyüttes földszintjén a 200 méter hosszú sétány körül 12 000 m² kereskedelmi területtel rendelkezik. Az épületegyüttes áll 7 régi, eredeti épületből (számozásuk I-től VII-ig), melyek 6 udvart fognak közre (A-tól F-ig), valamint egy új épületből, amely a IV-hez dilatációs réssel csatlakozva a Holló utcáig ér, illetve a Holló utca 6-tal acélszerkezetű gyaloghídon kapcsolódik össze. A sétány a Király utca és a Dob utca között teremt összeköttetést. A passzázst a Madách sétány keresztezi a C udvaron keresztül a Holló utcáig. Az eredeti hét épület része volt a második világháborúban Pesten kialakított gettónak.

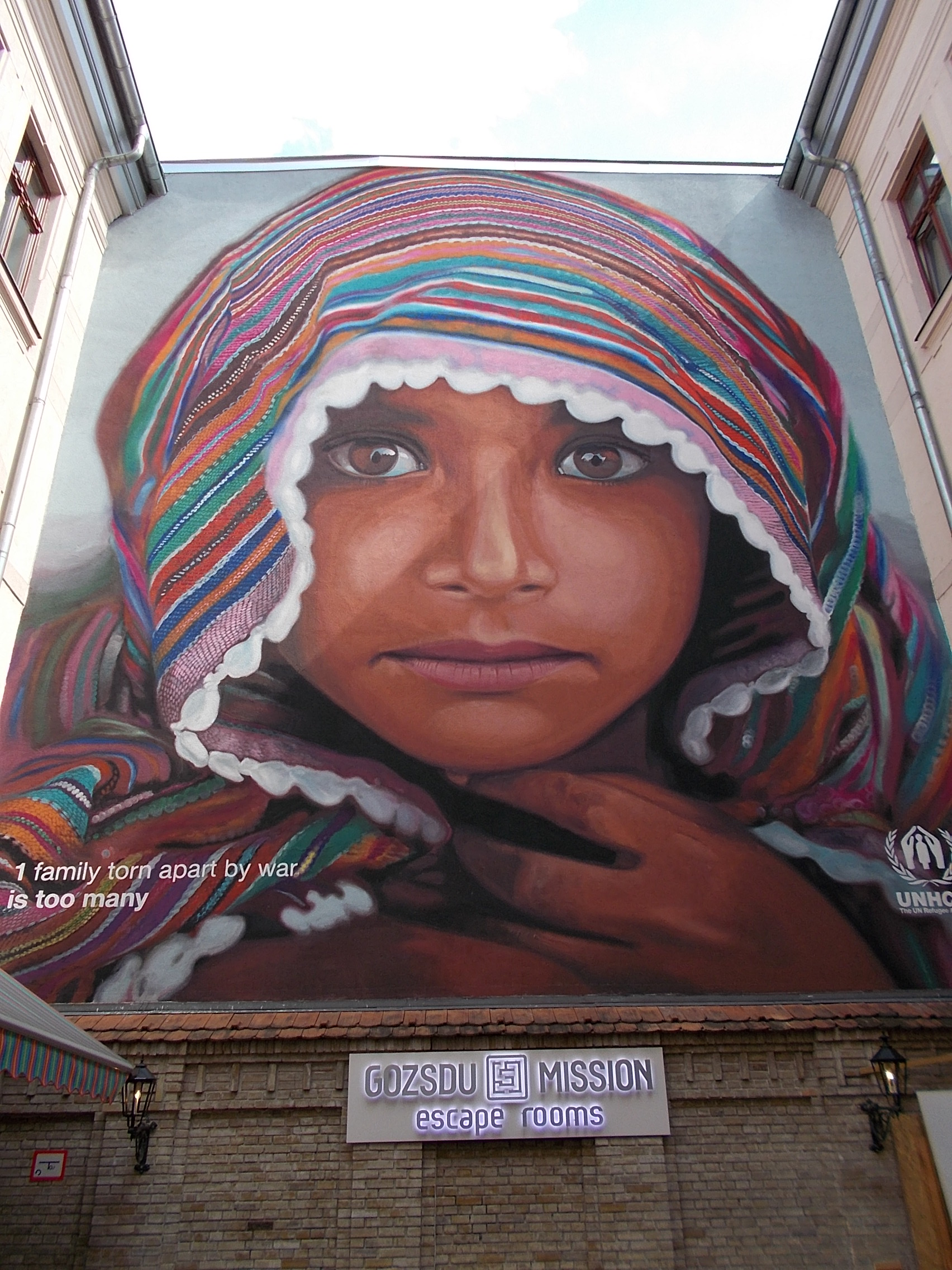
Falkép

A beruházó 249 luxusszínvonalú lakást tervezett kialakítani a 8 épületben (127 a régi, 122 az új épületekben), melyek többségét külföldi vásárlók vették meg befektetési céllal.

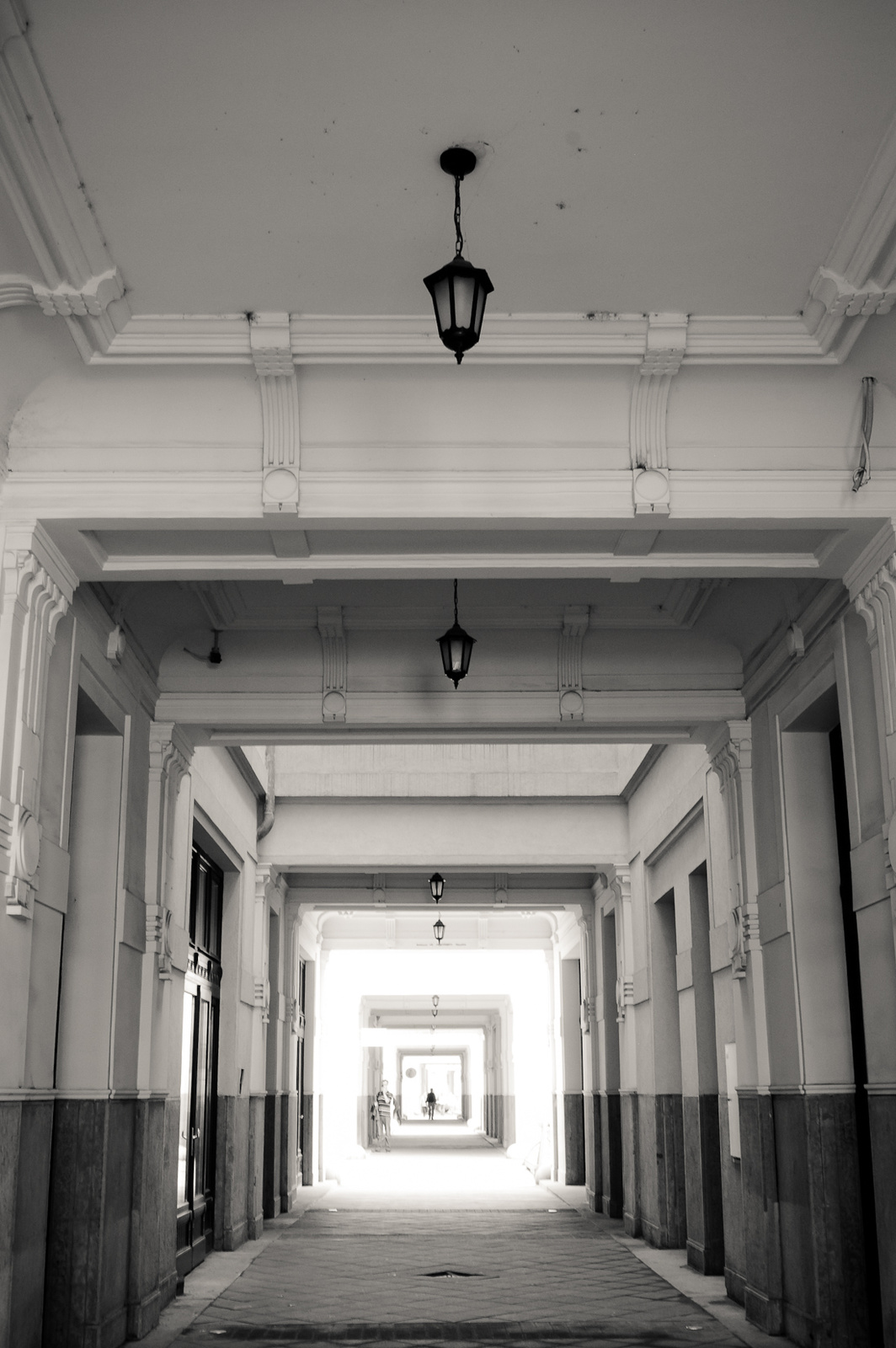
A felújított átjáró 2011-ben

A kávézók, éttermek, galériák és exkluzív üzletek mellett a Holmes Place wellnessláncnak is lesz itt központja. A Holmes Place mozgásstúdiót hoz létre, benne 186 négyzetméteres fogadószinttel, üvegfalú látványlifttel és egy nagy belmagasságú, 1466 m²-es térrel. Több fitnesz‑ és kondicionálóterem, különböző típusú szaunák és gőzfürdő, valamint úszómedence épül.
A Gozsdu épületegyüttes részét képező Holló utca 6. szám alatti épületben parkolóház működik. Az udvar homlokzatát az eredeti állapotnak megfelelően állították helyre, maga az udvar belváros egyik szórakoztató központjává vált, ahol évente közel egymillió ember fordul meg az éttermekben, kávéházakban, kulturális intézményekben.
A 2002 és 2008 között zajló átépítési munkálatok alatt az épületegyüttes nagy része lakatlan volt. A földszinten – és nyáron az udvarokban – kávézók, éttermek és kiállítótermek működnek. A Király utcai bejárathoz közeli vendéglátóhelyek nagy forgalommal üzemelnek. A szórakozóhelyek vendégkörében igen sok a külföldi turista.

## Képgaléria

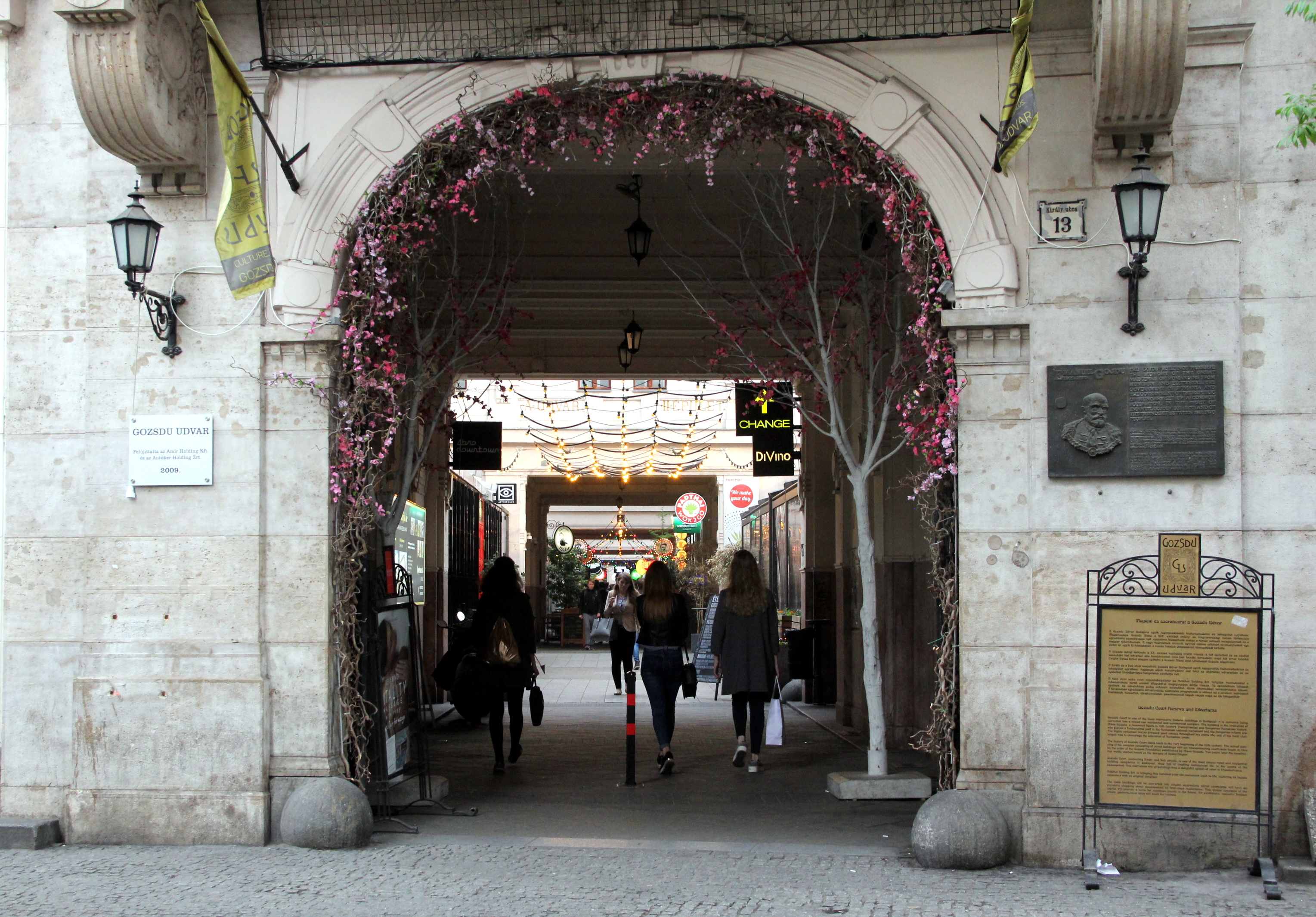
A Gozsdu-udvar a Király utca felől
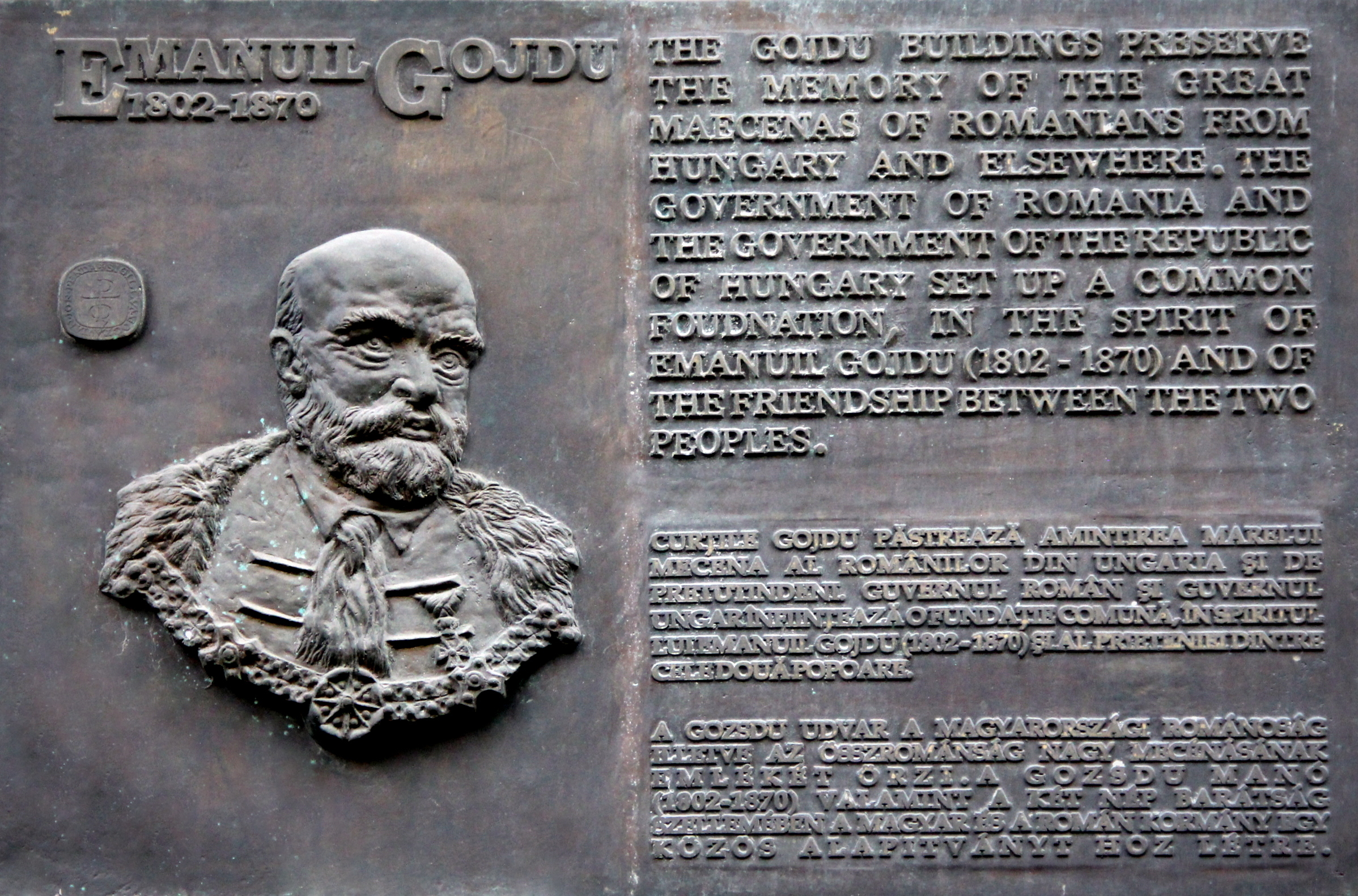
Gozsdu emléktábla az udvar Király utcai bejáratánál
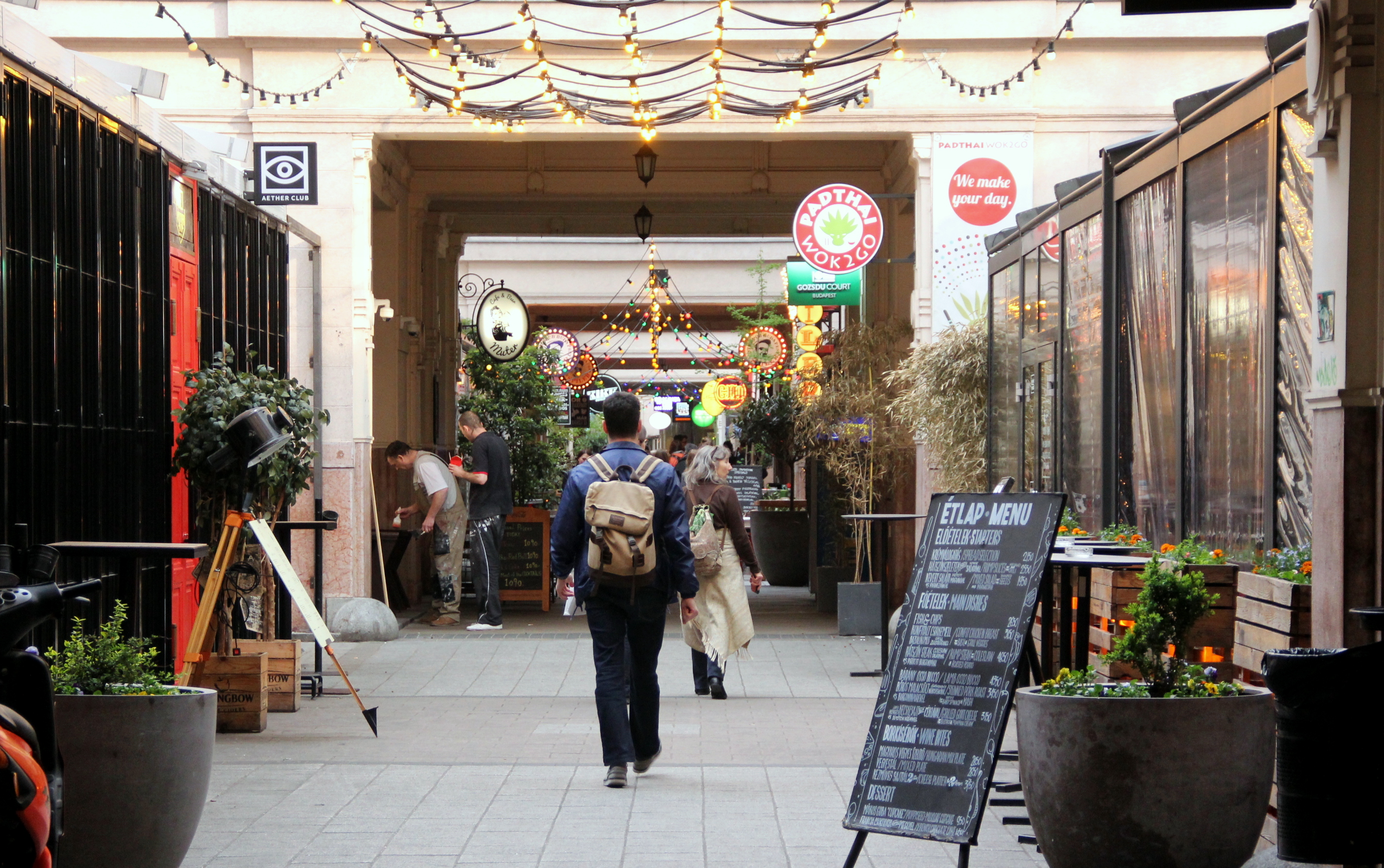
A Gozsdu-udvar, 2017-ben
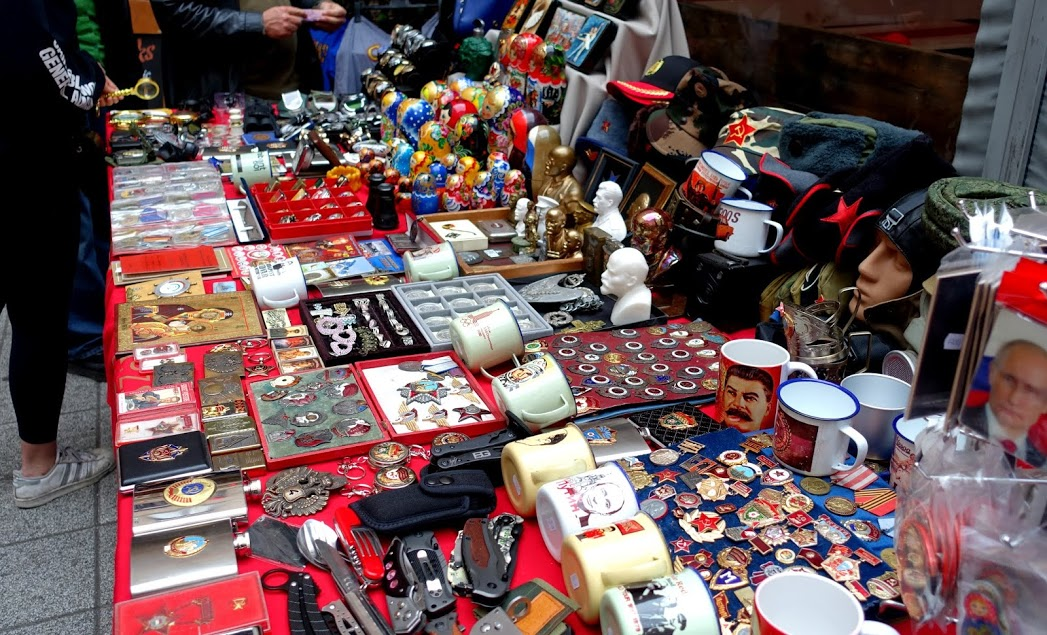
Eladó portékák

## Érdekességek
- 1998-ban Ákos itt forgatta a Végre című videóklipjét.
- 1999 nyarán az OFF Társulat itt adta elő a Városi Levegő szabadtéri táncelőadás-sorozata keretében a Mesterséges légzés című darabját.
- 2019 - A Gozsdu társasház közleménye [1]
- 2016 - Réti László: Európa, falak mögött című könyvében a Gozsdu-udvar terrorcselekmény célpontja.